# Weltmeisterschaften 2031
Als Weltmeisterschaft 2031 oder WM 2031 bezeichnet man folgende Weltmeisterschaften, die im Jahr 2031 geplant sind:
- Alpine Skiweltmeisterschaften 2031
- Handball-Weltmeisterschaft der Frauen 2031
- Handball-Weltmeisterschaft der Männer 2031
- Rugby-Union-Weltmeisterschaft 2031